# Ludi magni
Ne doit pas être confondu avec Ludi Plebeii.
Pour les articles homonymes, voir Ludi (homonymie) et Magni (homonymie).
Les ludi magni ou ludi romani étaient les plus anciens jeux de la Rome antique après les Consualia et les Equirria. 

## Historique et nature des jeux
Tite-Live en attribue l'institution à Tarquin l'Ancien. Pourtant, pendant les premiers temps de la République, le même historien mentionne presque exclusivement des ludi votivi extraordinaires, et il y a lieu de penser que les ludi Romani ne devinrent vraiment des jeux annuels et perpétuels que vers le milieu du IVe siècle. 
Célébrés d'abord par les consuls ou les dictateurs, ils furent ensuite organisés et présidés par les édiles curules. À l'origine, sans doute, ils ne duraient qu'un jour : leur durée fut successivement portée à deux, trois, quatre, dix jours. À la fin de la République, ils occupaient quinze jours, et après la mort de César, un seizième jour fut ajouté en mémoire du dictateur. 
Sous Auguste, ils se célébraient du 4 au 19 septembre. Leur importance décrut sous l'Empire. Le calendrier de Filocalus, qui les mentionne sous le nom de ludi Romanorum ou Romaniani, ne leur attribue plus, comme aux ludi Plebeii, que quatre jours, du 12 au 15 septembre. 
Les ludi Romani étaient consacrés, semble-t-il, à Jupiter. Ils étaient précédés d'une procession solennelle, qui partait du Capitole, traversait le Forum romain et, par le Vélabre, gagnait le Cirque Maxime. Ils comprenaient d'abord des courses (courses de chars et courses de chevaux tenus en main), puis des luttes gymniques. Plus tard, après -364, les jeux scéniques y furent introduits et y prirent un grand développement. En -161, le Phormion de Térence fut joué aux ludi Romani. Un Epulum Jovis y fut adjoint on ne sait à quelle époque : il n'est mentionné que sur les calendriers, à la date du 13 septembre. 
II y avait, pour les ludi Romani comme pour les ludi Plebeii, une equorum probatio, qui se faisait le 14 septembre.

## Source
« Ludi magni », dans Charles Victor Daremberg et Edmond Saglio (dir.), Dictionnaire des Antiquités grecques et romaines, 1877-1919 [détail de l’édition] (lire en ligne) (« quelques transcriptions d'articles », sur mediterranees.net)
- CICERON, Discours, Philippiques I à IV., tome XIX, texte établit et traduit par A. Boulanger et P. Wuilleumier, Paris : Les Belles Lettres, 19663.

- CICERON, Discours, tome II, texte établit et traduit par H. de la Ville de Mirmont, Paris : Les Belles Lettres, 19603.

- DION CASSIUS, Roman History, tome III, traduit par H. Baldwin Foster, Cambridge (MA) : Harvard University Press, 1969.

- LIVY, Roman History, tome IX, livres XXXI-XXXIV, texte traduit pas E. T. Sage, 	Cambridge (MA) : Harvard University Press, 1967.

- TITE-LIVE, Histoire romaine, tome I, livre I, texte établit par J. Bayet et traduit par G. Baillet, Paris : Les Belles Lettres, 1975.

- TITE-LIVE, Histoire romaine, tome VIII, livre VIII, texte établit et traduit par R. Bloch et Ch. Guittard, Paris : Les Belles Lettres, 1987.

- CLAVEL-LEVEQUE, M., L’empire en jeux. Espace symbolique et pratique sociale dans le monde romain, Paris : Edition du Centre national de la recherche. 1984.

- DECKER, W., THUILLIER, J.-P., Le sport dans l’Antiquité: Égypte, Grèce, Rome, Paris: A. et J. Piccard, 2004.

- DUMEZIL, G., Fêtes romaines d’été et d’automne, Paris : Gallimard, 1975.

- FUTRELL, A., The Roman Games. A Sourcebook, Oxford: Blackwell, 2006.

- THUILLIER, J.-P., « Denys d’Halicarnasse et les jeux romains (Antiquités romaines, VII, 72-73). », in Mélanges de l’Ecole française de Rome, Antiquité, tome 87, 2, 1975, 563-581.

- THUILLIER, J.-P., « Les jeux dans les premiers livres des Antiquités romaines. » in Mélanges de l’Ecole française de Rome, Antiquité, tome 101, 1, 1989, pp. 229-242.

- THUILLIER, J.-P., « Les jeux étrusques : hellénisation et hellénocentrisme. » in Caesarodunum, 30, 1995, pp. 213-219.